# Microkini

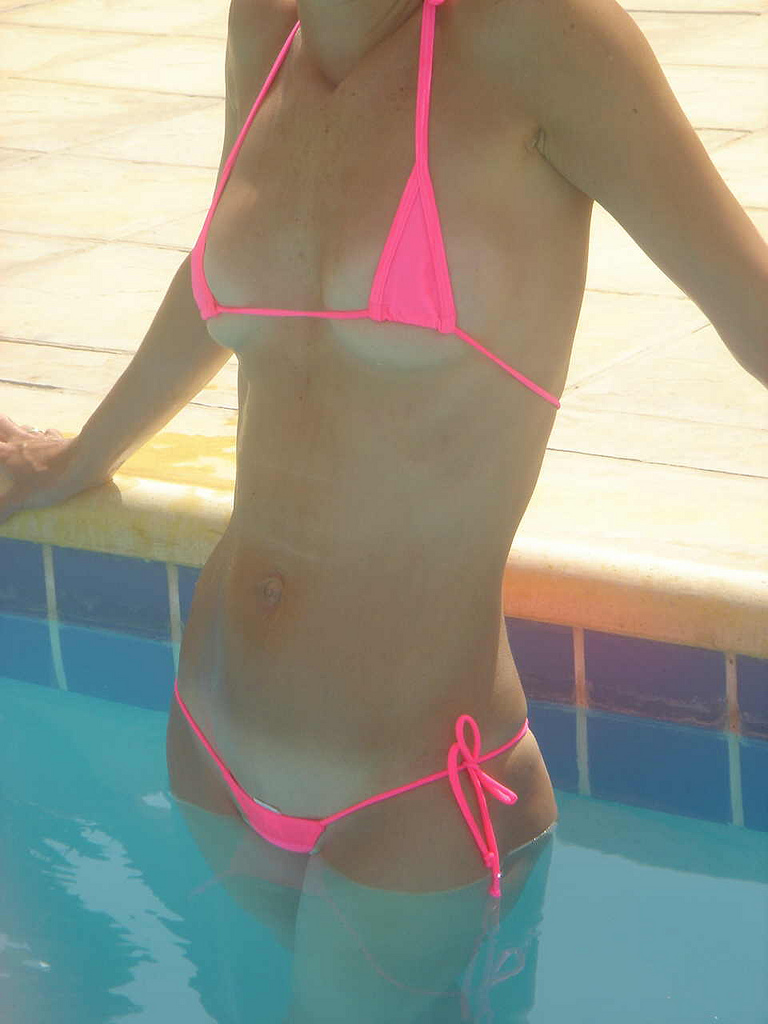
Microkini in Pink

Ein Microkini (auch Mikrokini und Mikrobikini) ist eine Badebekleidung für Frauen. Es ist ein sehr knapp geschnittener Bikini mit Slip und Oberteil. Die Hose ist ein Stringtanga, der die Schamlippen bedeckt, der Anblick des Venushügels wird dagegen nur teilweise verborgen. Das Oberteil bedeckt meist nur die Warzenhöfe. Der Mikrokini ist eine Reaktion auf das Nudismusverbot in den USA der frühen 1970er Jahre. Mikrokinis füllen die Lücke zwischen Nudismus und normalen Bikinis.
Während eines Großteils der 1980er Jahre waren knapp geschnittene Badeanzüge, wie man sie auch im Unterteil von Microkinis findet, in Mode. Dadurch wurde die Rasur der Bikinizone populär.
Modedesigner haben auch Microkinis entworfen, beispielsweise Karl Lagerfeld für die Frühlingskollektion 1996 von Chanel.

## Rechtliches
In Europa ist das Tragen von Microkinis an Stränden, in Hotelanlagen und öffentlichen Schwimmbädern oft erlaubt. In  manchen Ländern gelten sie jedoch als unangebracht und sind mancherorts durch lokale Gesetzgebung verboten.